# Christiaan Drent
Christiaan Drent (1981) is een Nederlandse programmamaker, verslaggever, camerajournalist en regisseur. 
Drent was betrokken bij het maken van televisieprogramma's als Man bijt hond, De Reünie, Een huis vol (KRO-NCRV), Willem Wever, Landinwaarts (NTR), Topdokters (RTL), Hip voor Nop (NPO Zapp) en Nederland Verbouwt.
Op jonge leeftijd werkte Drent voor de lokale omroep van Dronten (VLOD) en was hij projecteur en programmeur bij Filmhuis Kampen. Na de opleiding Grafisch Management en Techniek aan het Grafisch Lyceum Zwolle studeerde Drent van 2002 tot 2006 Journalistiek richting 'Audiovisueel' aan de Hogeschool Windesheim in Zwolle. Hierna werkte hij voor AT5, NPS, CNN, NCRV en de Volkskrant. Als verslaggever/redacteur op de redactie van de Volkskrant in Amsterdam maakte hij als verslaggever/redacteur achtergronditems voor de redacties Binnenland, Reizen, Kunst en Wetenschap. 
Als programmamaker werd Drent bekend door NCRV's Man Bijt Hond. Voor dat programma maakte hij de dagelijkse vaste items als Hond aan Tafel, waarbij rond etenstijd bij mensen thuis werd aangeschoven om met hen de dag door te nemen. 

## Erkenning
In 2006 kreeg hij een eervolle vermelding in de categorie Talent/Nieuwe Media. Hij kreeg dit voor het artikel met bijbehorende videoreportage Wachtlijst voor de snijzaal.

## Prijzen
- De Tegel (2006)
- Jonko boetes uit delen (2024)